# Phong bạc
Phong bạc (danh pháp khoa học: Acer saccharinum) là một loài thực vật thuộc họ Phong. Loài này có nguồn gốc từ miền đông và trung Bắc Mỹ (miền đông Hoa Kỳ và Canada). Đây là một trong những cây trồng phổ biến nhất ở Hoa Kỳ.
Phong bạc là một cây rụng lá phát triển tương đối nhanh, thường đạt đến chiều cao 15–25 m (50–80 ft), đặc biệt 35 m (115 ft). Tán của nó nói chung rộng được 11–15 m (35–50 ft). Một cây non 10 tuổi có chiều cao khoảng 8 m (25 ft). Nó thường được tìm thấy dọc theo đường sông và vùng đất ngập nước. Nó là một cây có khả năng thích ứng cao, mặc dù nó có yêu cầu ánh sáng mặt trời cao hơn so với các loài phong khác.

## Hình ảnh

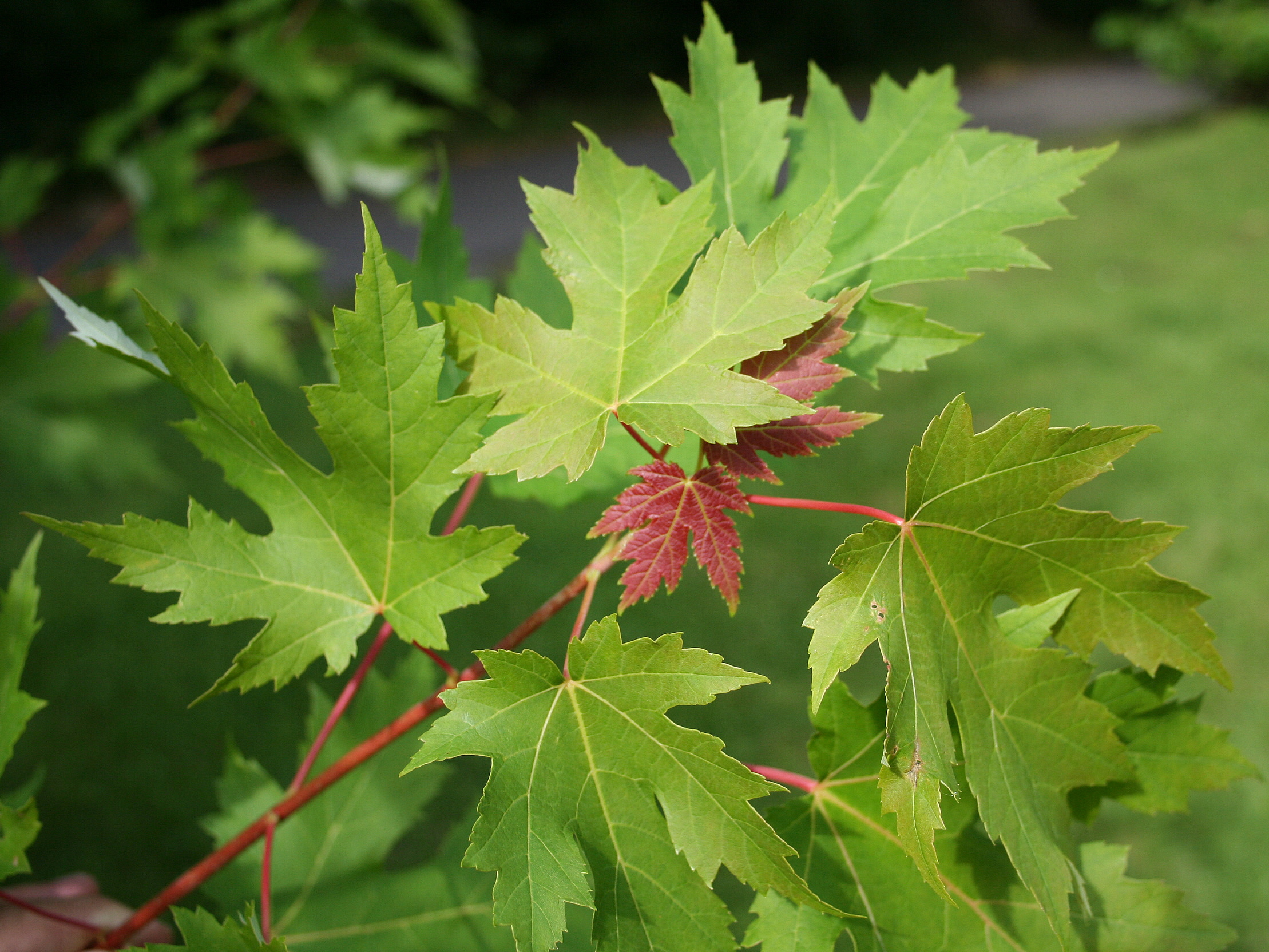
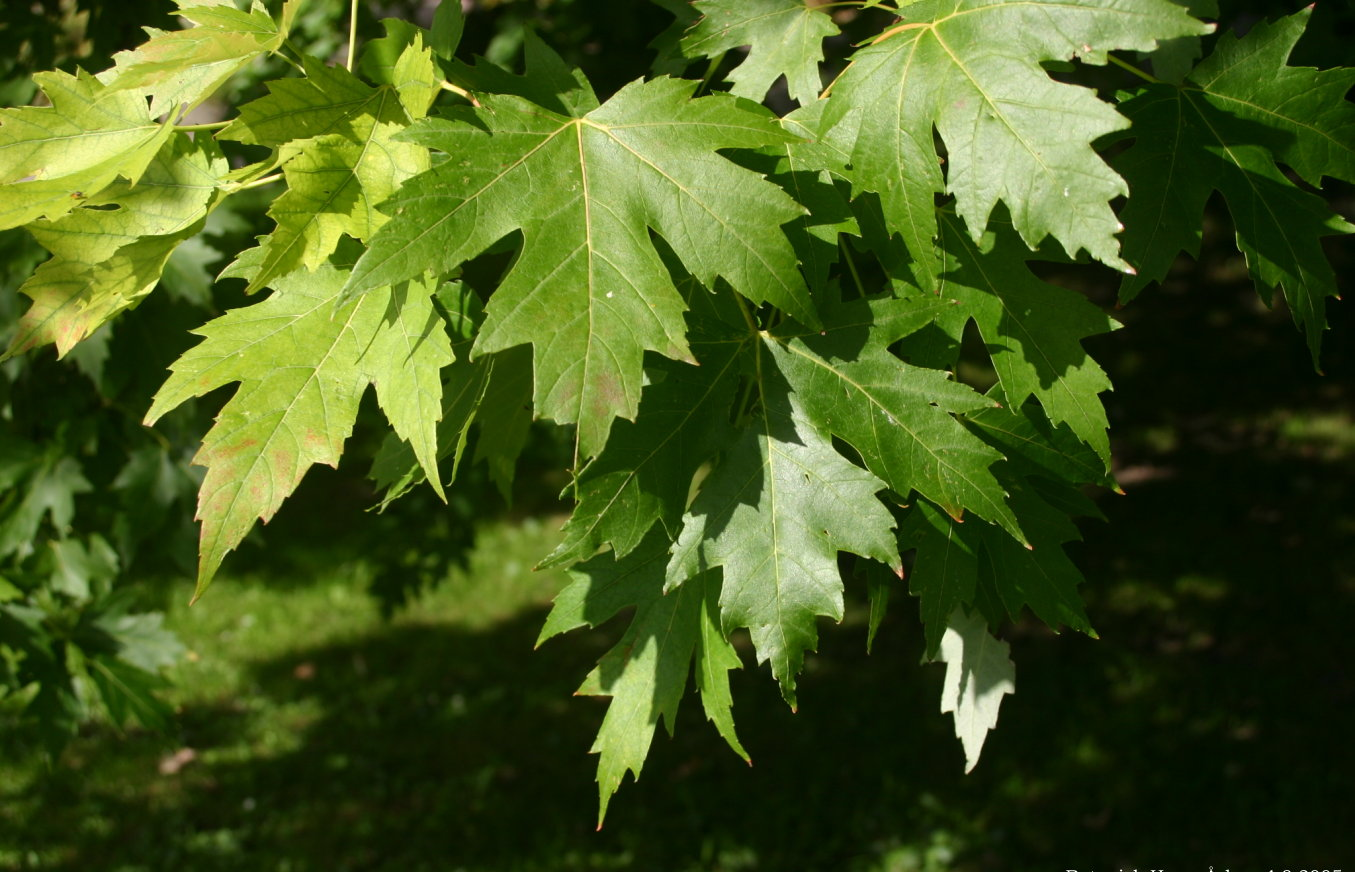
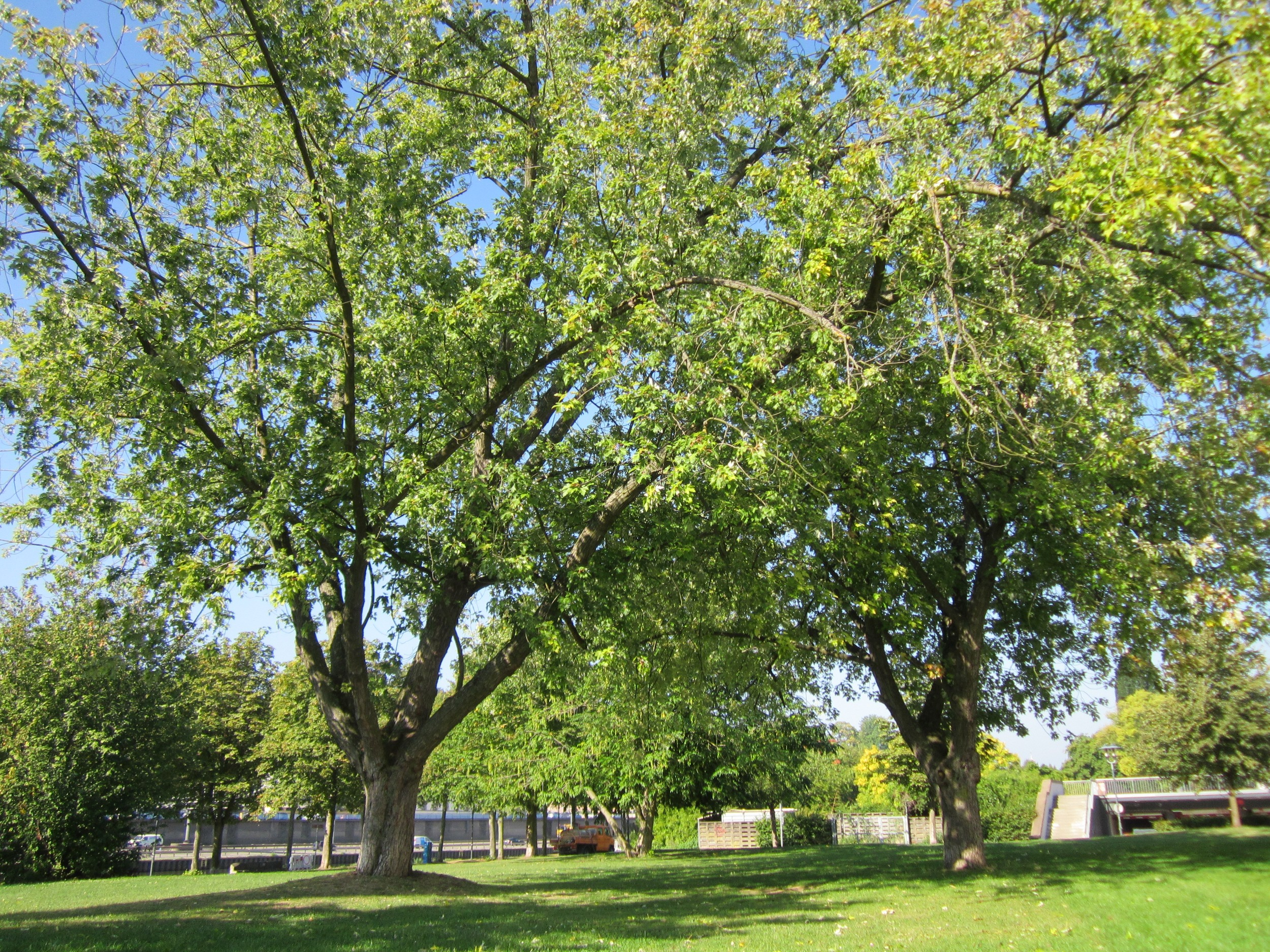